# 다중 충돌방지 자동 제동 시스템
다중 충돌방지 자동 제동 시스템(영어: Multi Collision Brake System)은 1파 충돌사고 후 추가로 발생할 수 있는 사고를 막아주는 시스템이다.

## 상세
다중 충돌방지 자동 제동 시스템은 정면 및 측면 등 충돌사고로 인해 차량 에어백이 전개될 경우, 차에 적절한 자동 제동 기능을 작동시켜 2차 사고 등 다중 충돌을 경감시켜준다. 단, 에어백이 전개될 정도로 강한 충돌이 발생했을 때 작동하게 된다. 시스템이 작동되면 초당 5m/s(18kph)로 속도를 줄인다.
다중 충돌방지 자동 제동 시스템은 시속 180km/h 이하일 때 작동되며, 충돌 후 패달 조작이 없거나 적을 경우에 정상적으로 작동된다. 또한, 가속패달을 일정강도 이상 밟거나 자동 제동으로 인해 차량 정차 후 2초뒤면 자동 제동을 해제하게 된다.

## 같이 보기
- ESC
- ACU